# 3-나이트로톨루엔
3-나이트로톨루엔(영어: 3-nitrotoluene)은 화학식이 CH
3C
6H
4NO
2인 유기 화합물이다. m-나이트로톨루엔(영어: m-nitrotoluene), 메타-나이트로톨루엔(영어: meta-nitrotoluene)이라고도 한다. 3-나이트로톨루엔은 나이트로톨루엔의 3가지 이성질체들 중 하나이다. 3-나이트로톨루엔은 노란색 액체로 다양한 염료 생산의 중간생성물인 m-톨루이딘의 제조에 사용된다.

## 합성 및 반응
3-나이트로톨루엔은 톨루엔을 나이트로화하여 만든다. 이 반응은 주로 2-나이트로톨루엔과 4-나이트로톨루엔의 2:1 혼합물을 생성하지만, 2-나이트로톨루엔을 제거한 후에 3-나이트로톨루엔을 증류에 의해 정제할 수 있다. 3-나이트로톨루엔은 아조 염료 생산에 사용되는 톨루이딘의 전구체이다.

## 같이 보기
- 나이트로톨루엔
- 2-나이트로톨루엔
- 4-나이트로톨루엔